# Are You Experienced
Are You Experienced — дебютний альбом рок-гурту «The Jimi Hendrix Experience». Альбом показав високу майстерність Джимі Гендрікса як гітариста та композитора і зробив його суперзіркою.
Альбом став номером 2 у хіт-параді Великої Британії, поступившись першим місцем тільки альбому The Beatles «Sgt. Pepper's Lonely Hearts Club Band».
Для американської версії альбому була змінена обкладинка, порядок і склад композицій. «Red House», «Can You See Me» і «Remember» були прибрані, замість них додано три сингли: «Purple Haze», «Hey Joe» і «The Wind Cries Mary». Після того як батько Джимі, Ел Хендрікс відсудив права на записи сина, «Are You Experienced» був перевиданий на студії «Universal Records Worldwide».
Багато хто вважає «Are You Experienced» найуспішнішим дебютним альбомом у рок-музиці. 2003 року телеканал VH1 поставив «Are You Experienced» на п'яте місце в списку найвидатніших альбомів усіх часів.

## Список пісень

### Британське видання
Автор музики і слів Джимі Гендрікс. 
| Сторона А | Сторона А            | Сторона А  |
| #         | Назва                | Тривалість |
| --------- | -------------------- | ---------- |
| 1.        | «Foxy Lady»          | 3:22       |
| 2.        | «Manic Depression»   | 3:46       |
| 3.        | «Red House»          | 3:53       |
| 4.        | «Can You See Me»     | 2:35       |
| 5.        | «Love or Confusion»  | 3:17       |
| 6.        | «I Don't Live Today» | 3:58       |

| Сторона Б | Сторона Б                | Сторона Б  |
| #         | Назва                    | Тривалість |
| --------- | ------------------------ | ---------- |
| 7.        | «May This Be Love»       | 3:14       |
| 8.        | «Fire»                   | 2:47       |
| 9.        | «3rd Stone from the Sun» | 6:50       |
| 10.       | «Remember»               | 2:53       |
| 11.       | «Are You Experienced?»   | 4:17       |

### Американське видання
| Сторона А | Сторона А            | Сторона А     | Сторона А  |
| #         | Назва                | Автор         | Тривалість |
| --------- | -------------------- | ------------- | ---------- |
| 1.        | «Purple Haze»        | Hendrix       | 2:46       |
| 2.        | «Manic Depression»   | Hendrix       | 3:46       |
| 3.        | «Hey Joe»            | Billy Roberts | 3:23       |
| 4.        | «Love or Confusion»  | Hendrix       | 3:15       |
| 5.        | «May This Be Love»   | Hendrix       | 3:14       |
| 6.        | «I Don't Live Today» | Hendrix       | 3:55       |

| Сторона Б | Сторона Б                  | Сторона Б | Сторона Б  |
| #         | Назва                      | Автор     | Тривалість |
| --------- | -------------------------- | --------- | ---------- |
| 7.        | «The Wind Cries Mary»      | Hendrix   | 3:21       |
| 8.        | «Fire»                     | Hendrix   | 2:34       |
| 9.        | «Third Stone from the Sun» | Hendrix   | 6:40       |
| 10.       | «Foxy Lady»                | Hendrix   | 3:15       |
| 11.       | «Are You Experienced?»     | Hendrix   | 3:55       |

## Музиканти
| Джимі Гендрікс | Гітара, вокал, фортепіано |
| Ноель Реддінґ  | Бас-гітара, вокал         |
| Мітч Мітчел    | Ударні                    |